# Upplands runinskrifter 594
Upplands runinskrifter 594 är ett vikingatida runstensfragment av röd sandsten som hittades i Ortalalund, Väddö socken och Norrtälje kommun. Fragmentet är 0,8 gånger 0,35 meter. Runslingans höjd är 8 centimeter. Stenen förvaras vid Väddö folkhögskola. Runristaren är okänd, men det är en skickligt utförd ristning.

## Inskriften
Translitterering av runraden:
... ...(k) × kitilbiurn × litu × s... ...[is]... ...
Normalisering till runsvenska:
... [o]k Kætilbiorn letu s[tæin ræ]is[a] ...
Översättning till nusvenska:
... och Kättilbjörn läto resa stenen ...